# César Silió
César Silió y Cortés (Medina de Rioseco, 18 de abril de 1865-Madrid, 17 de octubre de 1944) fue un político, jurista, historiador y periodista conservador español. Adscrito al maurismo, fue diputado a Cortes y senador y desempeñó en dos ocasiones el cargo de ministro de Instrucción Pública y Bellas Artes durante la Restauración.

## Biografía
Estudió en la Universidad de Valladolid y en la Central, y se licenció en Derecho Civil y Canónico. Una vez terminados sus estudios, se incorporó al Colegio de Abogados de Valladolid y comenzó su carrera profesional como pasante en el despacho de Angel M. Álvarez Taladriz, criminalista adscrito a la escuela positivista italiana de Lombroso, Ferri y Garofalo, de gran influencia en su formación intelectual. 
Era hijo de Eloy Silió, industrial cántabro afincado en Valladolid, que fue uno de los representantes más característicos de la burguesía de dicha ciudad, fundador de la Tejera Mecánica y de La Cerámica, miembro de la Junta Directiva de la Cámara de Comercio vallisoletana, accionista de la empresa de Cerveza El Águila y de la Sociedad Industrial Castellana. 

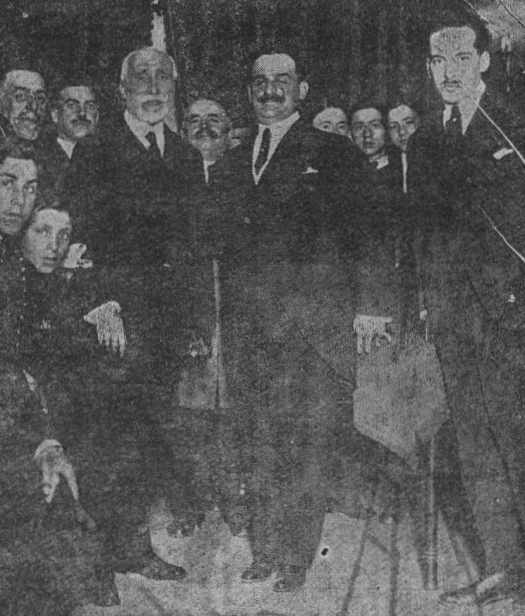
Silió (arriba a la izquierda) junto con Antonio Maura y Antonio Goicoechea (centro) en un acto maurista en 1917 (fot. Goñi).

Fue director del periódico El Norte de Castilla, y después del diario La Libertad. Fue presidente de la primera Asociación de la Prensa de Valladolid a finales de siglo. Como ministro incorporó las enseñanzas de publicidad a su plan de reforma de las Escuelas de Comercio.
Adscrito al gamacismo, fue concejal del Ayuntamiento de Valladolid entre 1891 y 1894 y diputado provincial entre 1894 y 1897. En virtud a una suerte de «pacto de familia» surgido del matrimonio de Santiago Alba, diputado liberal por Valladolid, con su prima Enriqueta Delibes Cortés, Silió pudo afianzarse como figura preeminente del jefe del conservadurismo local en Valladolid, y gracias al apoyo de Alba, lograr acta de diputado, con el coste de supeditar su acción política a la del albismo.
Fue elegido diputado por el distrito de Valladolid sucesivamente en las elecciones de 1903, 1905, 1907, 1910, 1914, 1916,y 1918; y por el distrito zamorano de Villalpando en las de 1919. Más tarde desempeñó, habiendo sido electo por la provincia de Valladolid, la posición de senador en la legislatura 1921-1922.
Estuvo al frente en dos ocasiones de la cartera de Instrucción Pública y Bellas Artes; la primera en 1919 en un gabinete presidido por Antonio Maura y la segunda entre 1921 y 1922 en los sucesivos gobierno presididos por Antonio Maura y José Sánchez Guerra.
Durante su primer mandato como Ministro de Instrucción Pública y Bellas Artes con Antonio Maura destaca la Ley de Autonomía Universitaria, —aprobada por Real Decreto de 21 de mayo de 1919— más conocida como el Decreto Silió o el Plan Silió, que trataba de modificar el modelo centralista decimonónico vigente de la Ley Moyano de 1857. Dicho Decreto suponía el reconocimiento de la autonomía administrativa de las universidades y su capacidad para tener sus propios estatutos, establecer sus propios planes de estudio, nombrar profesorado o elegir a su propio rector. Pero el Decreto Silió no sólo reconocía la autonomía de las universidades, sino que además tenía en cuenta los recursos financieros necesarios para que esa autonomía fuese efectiva, y les reconocía a las universidades su autonomía financiera y la posibilidad de que los profesores -incluso los alumnos- participasen en el gobierno de los centros.
Fue Ministro de Instrucción Pública y Bellas Artes entre el 15 de abril de 1919 y el 20 de julio de 1919, repitiendo de nuevo el cargo entre el 14 de agosto de 1921 y el 1 de abril de 1922.
Adscrito al maurismo, con su pensamiento político contribuyó significativamente al ideario político del movimiento.
Durante la dictadura de Primo de Rivera desempeñó el cargo de vocal de la Asamblea Nacional Consultiva (1927-1930).
Silió, que a comienzos de 1931 participó en la creación del efímero Centro Constitucional, ya proclamada la Segunda República, fue más tarde miembro fundador del partido Renovación Española.
Durante el período republicano fue elegido vocal del Tribunal de Garantías Constitucionales por los colegios de abogados; obtuvo el mayor número de votos en el gremio junto con José Calvo Sotelo, ambos destacados como políticos monárquicos hostiles a la Segunda República; resultó proclamado vocal titular en el Tribunal en representación de los colegios, suplente el también monárquico Eduardo Martínez Sabater e incapacitado Calvo Sotelo.
Elegido como miembro de la Real Academia de Ciencias Morales y Políticas, leyó su discurso de ingreso en la academia en 1941.
Destacan sus obras sobre Derecho e Historia. Falleció en Madrid el 17 de octubre de 1944, a los setenta y nueve años.
Fue padre del historiador Vicente Silió.

## Obras
- La reforma del régimen local, el regionalismo y Castilla (conferencia) (1908)
- La educación nacional (1914) Acceso al PDF completo.
- Don Álvaro de Luna y su tiempo
- Vida y empresas de un gran español: Maura
- Isabel La Católica, fundadora de España: Su vida, su tiempo, su reinado (1451-1504)
- Otro desastre más: España en París
- Resumen de legislación de aduanas
- Maquiavelo y el maquiavelismo en España: (Mariana, Quevedo, Saavedra Fajardo y Gracián) (1941)
- En torno a una revolución: Crisis de España; Caída de la Monarquía; La República; La Revolución Socialista (1933)
- Trayectoria y significación de España: Del tiempo viejo al tiempo nuevo
- La permanencia de las leyes económicas. Ventosa Calvell, Juan; Silió, César
- Afirmación maurista: Discursos de los señores Zabala, Maura, Silió y Goicoechea